# Belgium Peak Beer
Belgium Peak Beer is een brouwerij in de buurt van de Botrange in de Belgische gemeente Weismes (Waimes). In 2017 werd het eerste bier gebrouwen en sinds 2018 is de brouwerij met bijhorend restaurant gevestigd in een nieuwbouw aan de Rue de Botrange tussen de Botrange en Sourbrodt. Gelegen op zo'n 610 meter is het de hoogstgelegen brouwerij van België.

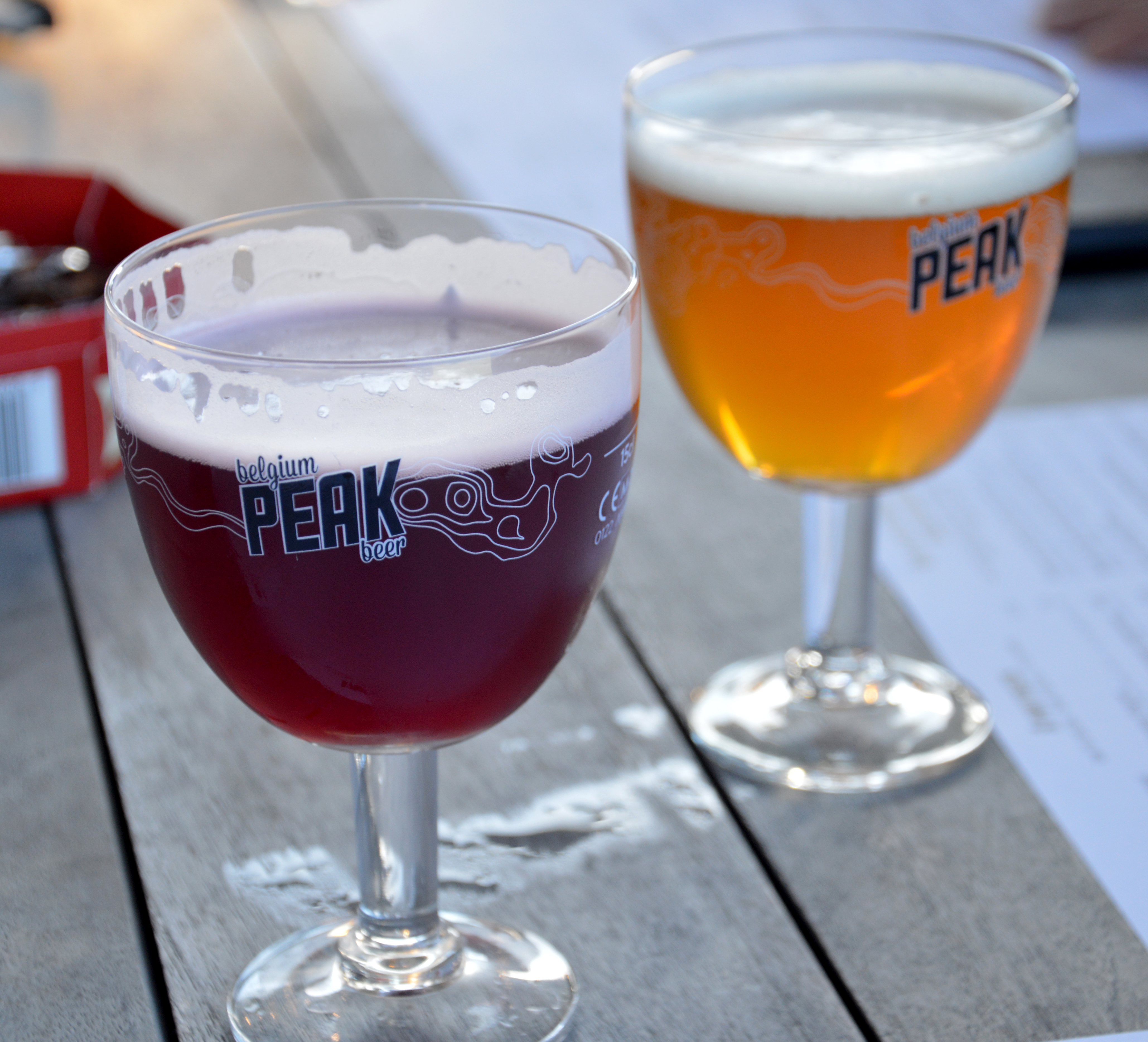
Een glas blauwe bosbessenbier en een tripel

Peak produceert een blond bier, een bruin bier, een tripel, een blauwe bosbessenbier, een winterbier, een zomerbier, een IPA, een alcoholvrij blond bier en een blonde 'grand cru'. Er worden bij tijd en stond ook gelegenheidsbieren gebrouwen in beperkte oplages, waaronder elk jaar een ander op vat gerijpt bier. Daarnaast laat Peak Stokerij Radermacher een génépi destilleren op basis van bieroverschotten.